# Hydroglyphus kifunei
Hydroglyphus kifunei är en skalbaggsart som först beskrevs av Takeshiko Nakane 1987.  Hydroglyphus kifunei ingår i släktet Hydroglyphus och familjen dykare. Inga underarter finns listade i Catalogue of Life.